# 亨利科 (北卡羅萊納州)
亨利科（英語：Henrico）是位於美國北卡羅萊納州北安普頓縣的非建制地區。

## 歷史
亨利科的郵局自1906年營運至今。

## 地理
亨利科所處的海拔為高於海平面83米（即272英呎），而該地所採用的時區為UTC-5，即北美东部时区（EST）。同時該地設有夏令時間，為UTC-5調快一小時，即UTC-4（EDT）。